# World Team Challenge 2013
Il World Team Challenge 2013 si è svolto il 28 dicembre alla Veltins-Arena di Gelsenkirchen.
La competizione si articola in due fasi: una prima gara in mass start e una seconda gara di inseguimento, con distacchi dimezzati. 

## Risultati
| Pos | Atleti                                | Nazione     | Tempo   |
| --- | ------------------------------------- | ----------- | ------- |
| 1   | Laura Dahlmeier / Florian Graf        | Germania I  | 32:28,1 |
| 2   | Olena Pidhruschna / Andrij Derysemlja | Ucraina     | +0:04,7 |
| 3   | Teja Gregorin / Jakov Fak             | Slovenia    | +0:16,5 |
| 4   | Fanny Horn / Emil Hegle Svendsen      | Norvegia I  | +0:38,2 |
| 5   | Tora Berger / Henrik L’Abée-Lund      | Norvegia II | +0:42,4 |
| 6   | Gabriela Soukalová / Ondřej Moravec   | Rep. Ceca   | +0:53,9 |
| 7   | Dorothea Wierer / Lukas Hofer         | Italia      | +1:28,4 |
| 8   | Andrea Henkel / Andreas Birnbacher    | Germania II | +1:29,0 |
| 9   | Lisa Hauser / Dominik Landertinger    | Austria     | +2:06,3 |
| 10  | Jekaterina Jurlowa / Maxim Tschudow   | Russia      | +2:27,2 |